# Morena Baccarin

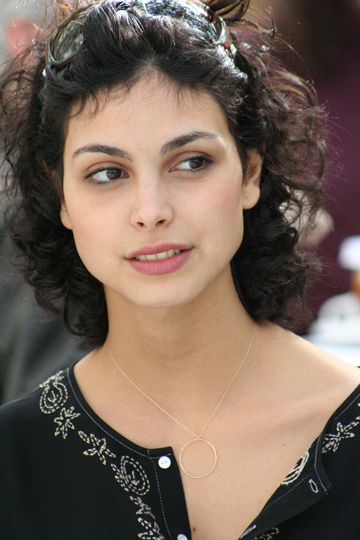
Morena Baccarin (2006)

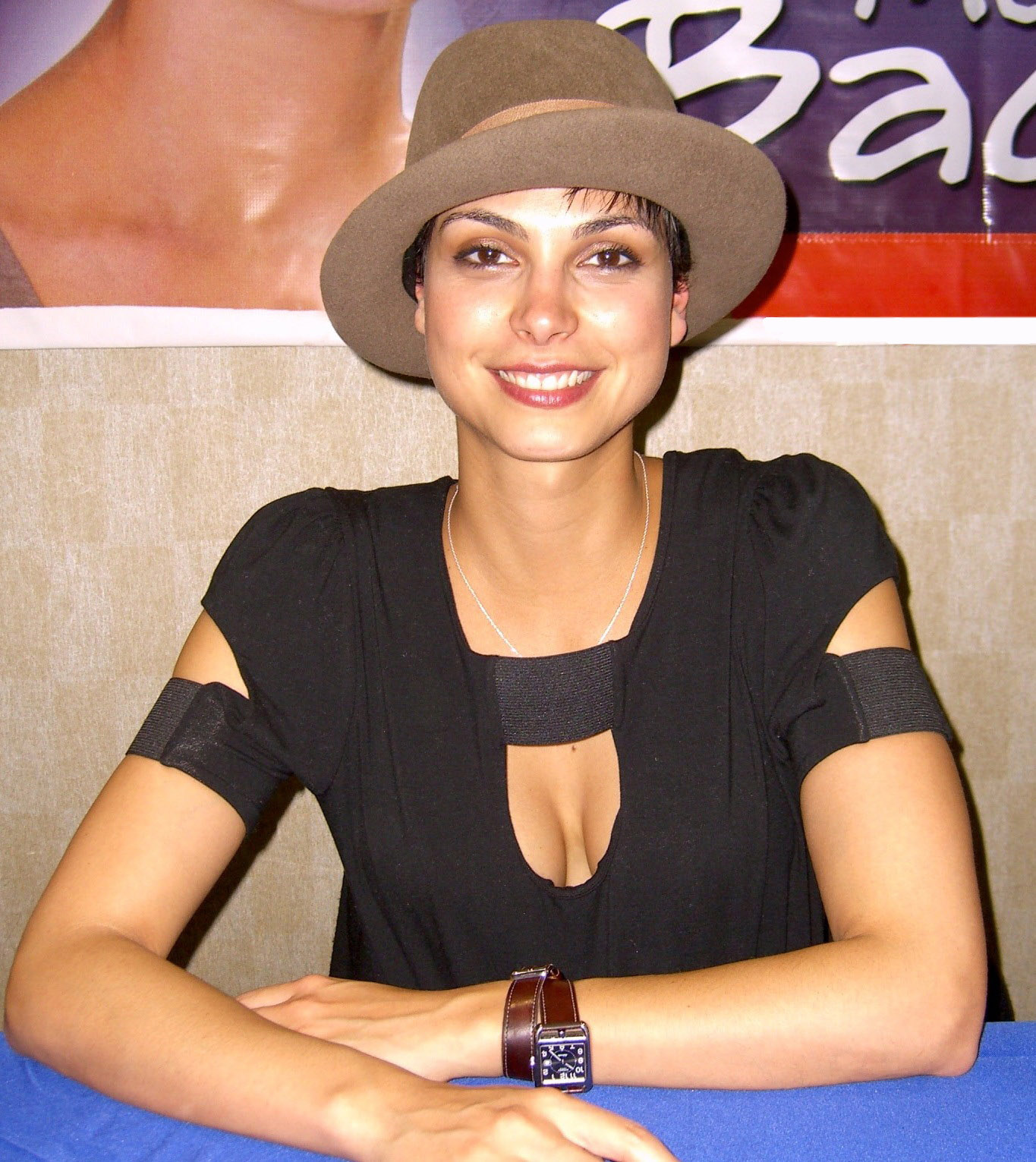
Morena Baccarin (2011)

Morena Silva de Vaz Setta Baccarin (ur. 2 czerwca 1979 w Rio de Janeiro) – amerykańska aktorka urodzona w Brazylii.

## Życiorys
Jej matką jest aktorka Vera Setta, a ojcem dziennikarz Fernando Baccarin. W wieku siedmiu lat przeprowadziła się do Nowego Jorku. Swoją pierwszą rolę odegrała w filmie Perfumy (2001) występując obok takich aktorek jak Carmen Electra czy Michelle Williams. W latach 2002–2003 grała w serialu telewizyjnym Firefly, wcielając się w postać Inary Sierry. W tej roli pojawiła się również w filmie Serenity (2005). Wystąpiła również m.in. w serialach Gwiezdne wrota, V: Goście, Homeland oraz Gotham. W 2016 zagrała w komedii Deadpool obok Ryana Reynoldsa, a dwa lata później w kolejnej części filmu Deadpool 2.

## Życie prywatne
Dwukrotnie zamężna. Z pierwszego małżeństwa, z Austinem Chickiem, ma syna (urodzony w październiku 2013 roku). W czerwcu 2017, wyszła za mąż po raz drugi, poślubiła kolegę z planu Gotham – Bena McKenziego. Para ma dwoje dzieci – córkę (urodzona w marcu 2016) i syna (urodzony w marcu 2021).

## Filmografia
- 2001: Perfumy jako Monica
- 2001: Way Off Broadway jako Rebecca
- 2002–2003: Firefly jako Inara Serra
- 2003–2004: Still Life jako Maggie
- 2005: Serenity jako Inara Serra
- 2005–2006: Liga Sprawiedliwych bez granic (Justice League Unlimited) jako Black Canary II / Dinah Drake Lance (głos; gościnnie)
- 2006: Życie na fali (The O.C.) jako Maya Griffin (gościnnie)
- 2006: Kill grill (Kitchen Confidential) jako Gia (gościnnie)
- 2006–2007: Gwiezdne wrota (Stargate SG-1) jako Adria
- 2007: Piaski otchłani (Sands of Oblivion) jako Alice Carter
- 2007: Heartland jako Jessica Kivala
- 2008: Gwiezdne wrota: Arka Prawdy (Stargate: The Ark of Truth) jako Adria
- 2008: Wzór (Numb3rs) jako Lynn Potter (gościnnie)
- 2009–2011: Goście (V) jako Anna
- 2009: Skradzione życie (Stolen Lives) jako Rose Montgomery
- 2011–2013: Homeland jako Jessica Brody
- 2011–2012, 2014: Mentalista jako Erica Flynn (serial, 3 odcinki)
- 2014: The Red Tent jako Rachela (miniserial)
- 2014–2023: Flash (The Flash) jako Gideon (głos)
- 2015: Agentka jako Karen Walker
- 2015–2019: Gotham jako Leslie Thompkins
- 2016: Deadpool jako Vanessa
- 2018: Elliot the Littlest Reindeer jako Corkie (głos)
- 2018: Deadpool 2 jako Vanessa
- 2019: Framing John DeLorean jako Cristina Ferrare
- 2019: Oda do radości (Ode to Joy) jako Francesca
- 2019: Do ostatniej śmierci jako Gamemaster (głos)
- 2020: Greenland jako Allison Garrity
- 2021: Ostatnia szansa (Last Looks) jako Lorena Nascimento
- 2021: Okazja na miłość (The Good House) jako Rebecca McAllister
- 2023: Fast Charlie jako Marcie Kramer
- 2024: Deadpool & Wolverine jako Vanessa